# Balkanton
A Balkanton (bolgárul: Балкантон) 1952-ben létrehozott állami tulajdonú bolgár lemezkiadó cég, melynek központja Szófia. Elsősorban hanglemezek gyártásával foglalkozott, majd 1980-ban bevezették a kazettagyártást is.

## Története 1944-ig
Bulgáriában az első lemezfelvételek 1934-ben készültek, még Joint Stock Company lemezkiadó társaság néven, melyet Szimeon Petrov (1888–1950) vezetett. Lemezfelvételeket a Royal moziban, valamint a Modern Színházban is készítettek. A kiadványok Orpheus címke alatt jelentek meg.
A vállalat 1944-ig kizárólag nagy nyugati lemezkiadó cégek, úgy mint a Gramophon Company, Deutsche Grammophon, Pathé előadóinak gramofonlemez kiadásával foglalkozott.

## 1944–1989
A második világháború végén Bulgáriában négy lemezkiadó működött. A Lifa Record, mely Balkan néven működött, valamint a Szimonavia, az Arfa, és a Mikroron zenekiadók. 1947-ben az első két céget államosították, és összevonták őket, melyek továbbra is Orfej címke alatt adtak ki zenei kiadványokat, illetve elindult a Melody és a Balkáni címkék alatt megjelent lemezek kiadása is.
Az első zenerögzítésre alkalmas stúdiót Dimitar Kulev hozta létre 1945-ben, majd 1950-ben Radioprom néven egy vállalkozás jött létre a zenei művek kiadása céljából, melynek tagja a Radio Szofia is. Később a termelés átkerült „Vorosilov gyengeáramú gyárba”, majd 1952-ben az egész zeneipar egyesülésével létrejött a Balkanton lemezkiadó, mely egy teljes lemezgyártó üzemet is magába foglalt.

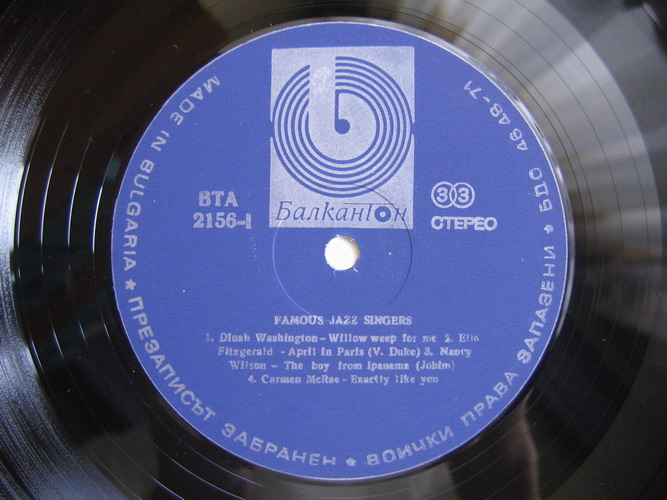
Balkanton nagylemez címkéje

A Balkanton lemezkiadó szófiai üzeme a kornak megfelelő felszereltségű volt, ahol a felvételek készítésétől a préselésen át a címkék nyomtatásig, a teljes gyártás zajlott. A cég 1972-ben egy többcsatornás készüléket vásárolt Angliából, majd 1982-ben egy újabb, már digitális felvevőrendszert szereztek be. A lemezgyár az 1980-as években közel 9 millió hanglemezt gyártott, majd 1980-ban a kazettagyártás is elindult. Mivel az egyetlen kiadó volt a régióban, így a közel négy évtizedes működése során hatalmas anyagot halmoztak fel népzenei, klasszikus, bolgár és külföldi könnyűzene, színházi és irodalmi műfajokban.

## 1989 után
Több sikertelen próbálkozás után 1999-ben a céget privatizálták. A Balkanton jelenleg régi és klasszikus felvételek újrakiadásával foglalkozik, elsősorban digitális formában, melyeket az Amazon.com Spfity, és Napster oldalakon terjeszt.

## Külső hivatkozások
- Megjelenések a Discogs oldalán[4]
- Balkanton-kiadványok a Wanderer records oldalán[5]